# Жулев, Гавриил Николаевич
Гаврии́л Никола́евич Жулёв (5 [17] июля 1836, Московская губерния — 30 июня [12 июля] 1878, Санкт-Петербург) — русский поэт-юморист, драматург, актёр.

## Биография
Родился 5 (17) июля 1836 года в семье дворового человека помещика села Спасское Бронницкого уезда Московской губернии. В 1847 году получил отпускную. Образование получил в Петербургском театральном училище и некоторое время играл на сцене в Петербурге и в провинции. Состоял, как и его сестра Екатерина Жулева (Небольсина), в труппе Александринского театра (1853—1875).

## Творчество
Его первые литературные опыты появились в «Искре» (1860) и обратили на себя внимание В. С. Курочкина. Отличаясь большой творческой плодовитостью, Жулев почти в каждом номере «Искры» помещал по стихотворению, а иногда и несколько, являясь, кроме того, деятельным сотрудником «Будильника», «Петербургской газеты», «Петербургского листка» и «Стрекозы». В еженедельнике «Стрекоза» Жулев редактировал стихотворный отдел. 
Подписывался псевдонимами «Скорбный поэт», «Дебютант», «Гусь» и другие. В стихотворениях Жулева есть и желчные, негодующие, но большинство проникнуто безобидным при всём своём задоре юмором. Многие из них вошли в репертуар актёров-чтецов XIX и начала XX веков. Из выбранных самим автором произведений были составлены два сборника «Песни Скорбного поэта» (1863) и «Ба! знакомые все лица!!! Рифмы Дебютанта (Скорбного поэта)» (1871).
О первом сборнике Гавриила Жулева Салтыков-Щедрин писал:
любителям чтения легкого мы эту книжечку рекомендуем: они в ней найдут некоторую частицу остроумия. В особенности указываем на веселую пьеску "Литературные староверы"
Несколько пьес Жулев написал совместно с Чернышёвым, А. А. Соколовым, Н. А. Лейкиным. Вместе с С. Н. Худековым была написана комедия с куплетами «Петербургские когти», долго ставившаяся на различных сценических площадках Санкт-Петербурга, Москвы, а также в провинции.